# Deportivo Morón
Deportivo Morón ist ein argentinischer Sportverein aus Morón in der Provinz Buenos Aires. Der 1947 gegründete Verein wird auch El Gallo genannt.

## Geschichte
Deportivo Morón wurde am 20. Juni 1947 unter dem Namen Club Sportivo Morón gegründet. Filiberto Ferrante wurde als erster Präsident gewählt. Vier Jahre später trat der Klub dem argentinischen Fußballverband, der AFA, bei und spielte in der Primera D Metropolitana. Die Mannschaft begann 1952 mit offiziellen Turnieren und belegte den vorletzten Platz. Die erste Trikotfarbe war weiß mit einem roten diagonalen Streifen. 1955 stieg Morón in die Primera C auf und gewann 1959 den Primera C-Meistertitel, was den Aufstieg in die Primera B zur Folge hatte. 1968 erreichte Morón die Primera División, musste jedoch 1969 wieder absteigen.
1980 gewann Deportivo Morón erneut die Primera C und nahm 1986 an der neu gegründeten Primera B Metropolitana teil. 1990 sicherte sich das Team den Titel und stieg in die Primera Nacional B auf. Nach einer erfolgreichen Saison 2016/17 in der Primera B Metropolitana, in der Morón Meister wurde, stieg der Klub in die zweite Liga auf. Zudem erreichte Morón 2017 das Halbfinale der Copa Argentina, verlor jedoch gegen den Topverein River Plate.

## Stadion
Deportivo Morón trägt seine Heimspiele im 32.000 Zuschauer fassenden Estadio Nuevo Francisco Urbano aus. Das Stadion wurde 2013 eröffnet.

## Erfolge
- Primera B Metropolitana: 1970, 1989/90, 2016/17
- Primera C Metropolitana: 1959, 1980

## Weitere Sportarten
Deportivo Morón bietet weitere Sportarten an, darunter Futsal und Basketball. Bekannt ist besonders der Basketball-Nationalspieler Nicolás Laprovíttola, der in Morón geboren wurde und seine Karriere bei Deportivo begann.